# Nagari Muaro Paneh
Nagari Muaro Paneh is een bestuurslaag in het regentschap Solok van de provincie West-Sumatra, Indonesië. Nagari Muaro Paneh telt 11.913 inwoners (volkstelling 2010).